# Metagrion fornicatum
Metagrion fornicatum – gatunek ważki z rodziny Argiolestidae.
Owad ten jest endemitem Nowej Gwinei; stwierdzony jedynie w Górach Centralnych we wschodniej połowie wyspy należącej do Papui-Nowej Gwinei.